# Shine (utwór muzyczny Sopo Niżaradze)
Shine – utwór gruzińskiej wokalistki Sopo Niżaradze i wydany w formie singla w 2010. Piosenkę napisali Hanne Sørvaag, Harry Sommerdahl i Christian Leuzzi.
Utwór reprezentował Gruzję podczas 55. Konkursu Piosenki Eurowizji, wygrywając koncert selekcyjny, w którym wybierana była konkursowa propozycja dla wybranej wewnętrznie przez nadawcę Sopo Niżaradze. Podczas koncertu, który odbył się 27 lutego w Tbilisi Event Hall, telewidzowie oraz komisja sędziowska oddała najwięcej głosów na propozycję „Shine”. 27 maja utwór został wykonany przez Niżaradze w drugim półfinale konkursu i z trzeciego miejsca zakwalifikował się do finału. 29 maja wystąpił w finale i zajął dziewiąte miejsce, otrzymując 139 punktów, w tym dwie najwyższe noty (12 pkt) od Litwy i Armenii. Podczas obu prezentacji wokalistce towarzyszyło troje tancerzy, którzy zatańczyli układ ułożony przez Redha Benteifoura – choreografa m.in. Michaela Jacksona.